# Mook
Mook – wieś w Holandii, w Limburgii, nad Mozą, siedziba administracyjna gminy Mook en Middelaar. W 2011 roku liczyła 3045 mieszkańców. 
14 kwietnia 1574 roku w okolicach Mook miała miejsce bitwa pomiędzy wojskami Hiszpanii i niderlandzkimi rebeliantami. W miejscowości znajduje się również cmentarz wojenny, na którym spoczywają żołnierze polegli w czasie II wojny światowej.

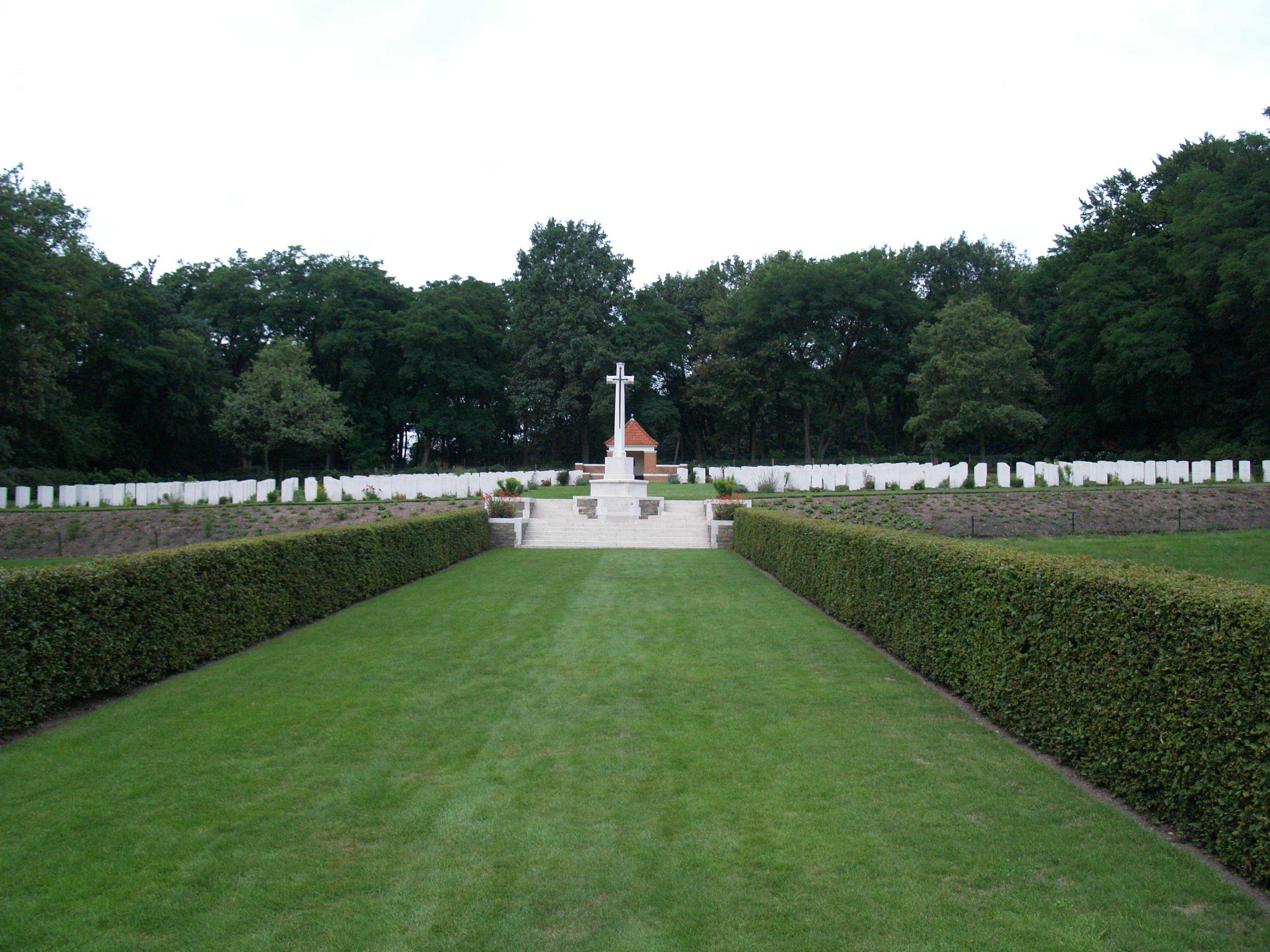
Cmentarz wojenny w Mook
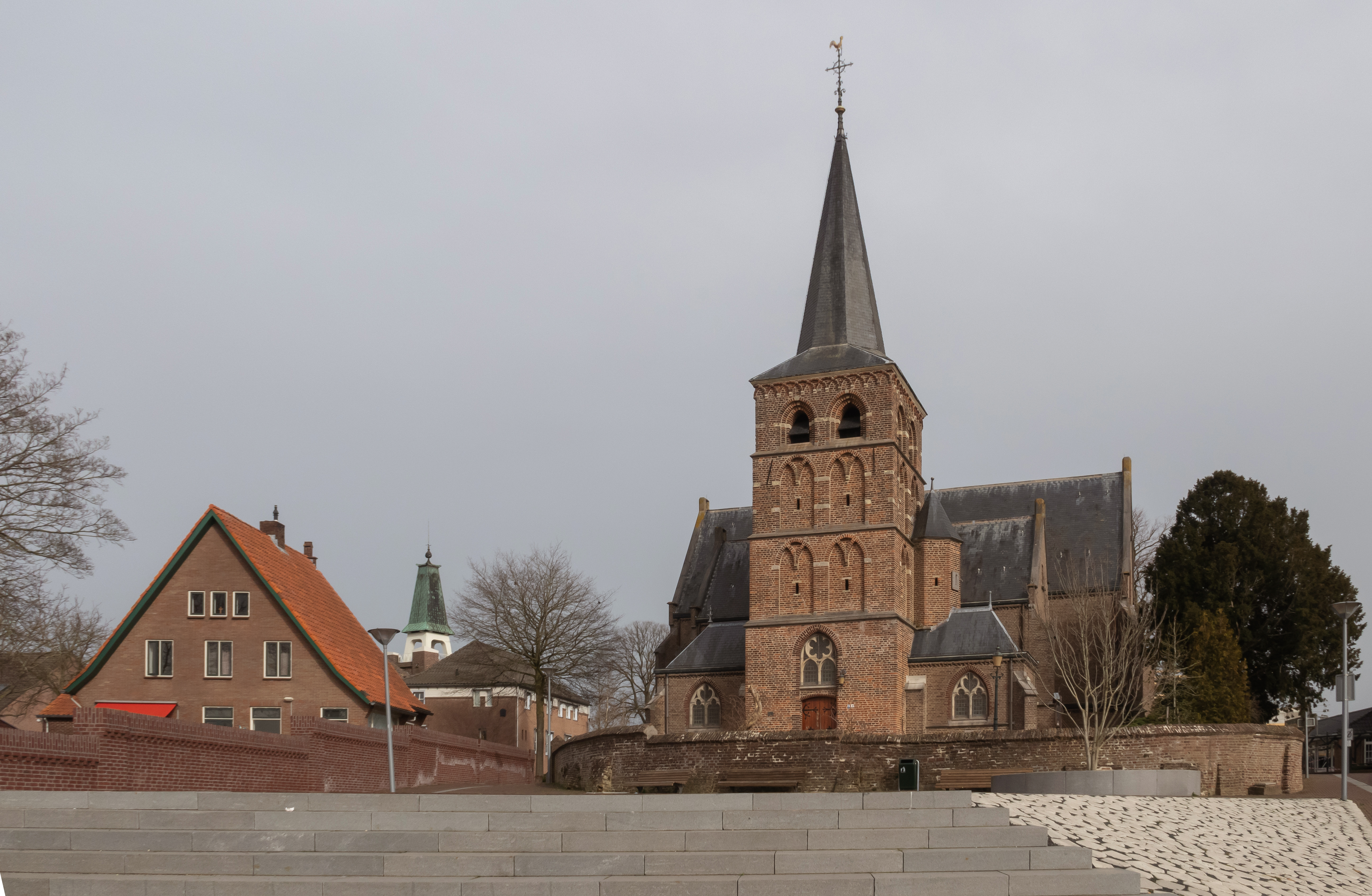
Kościół w Mook
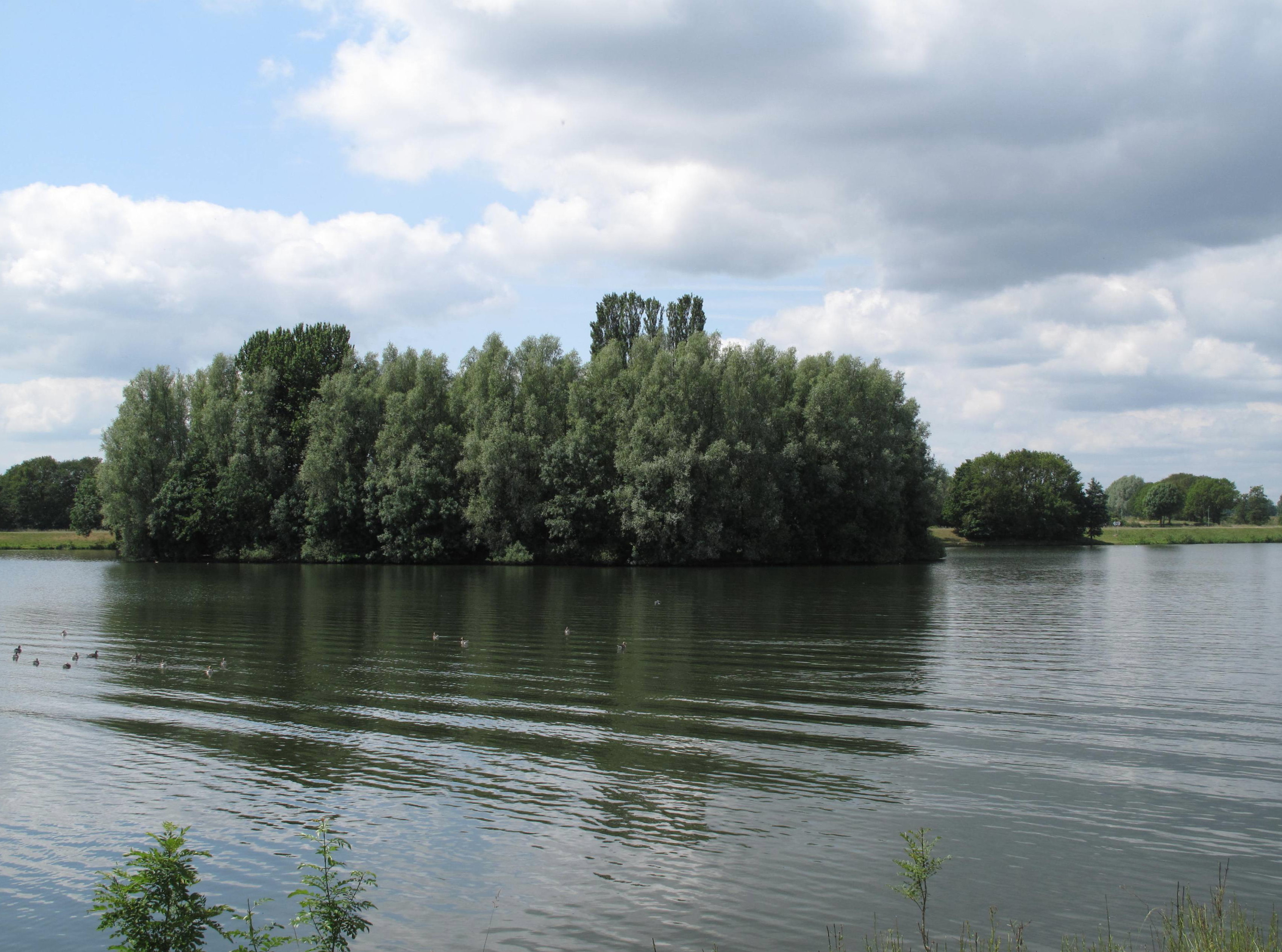
Rzeka Moza
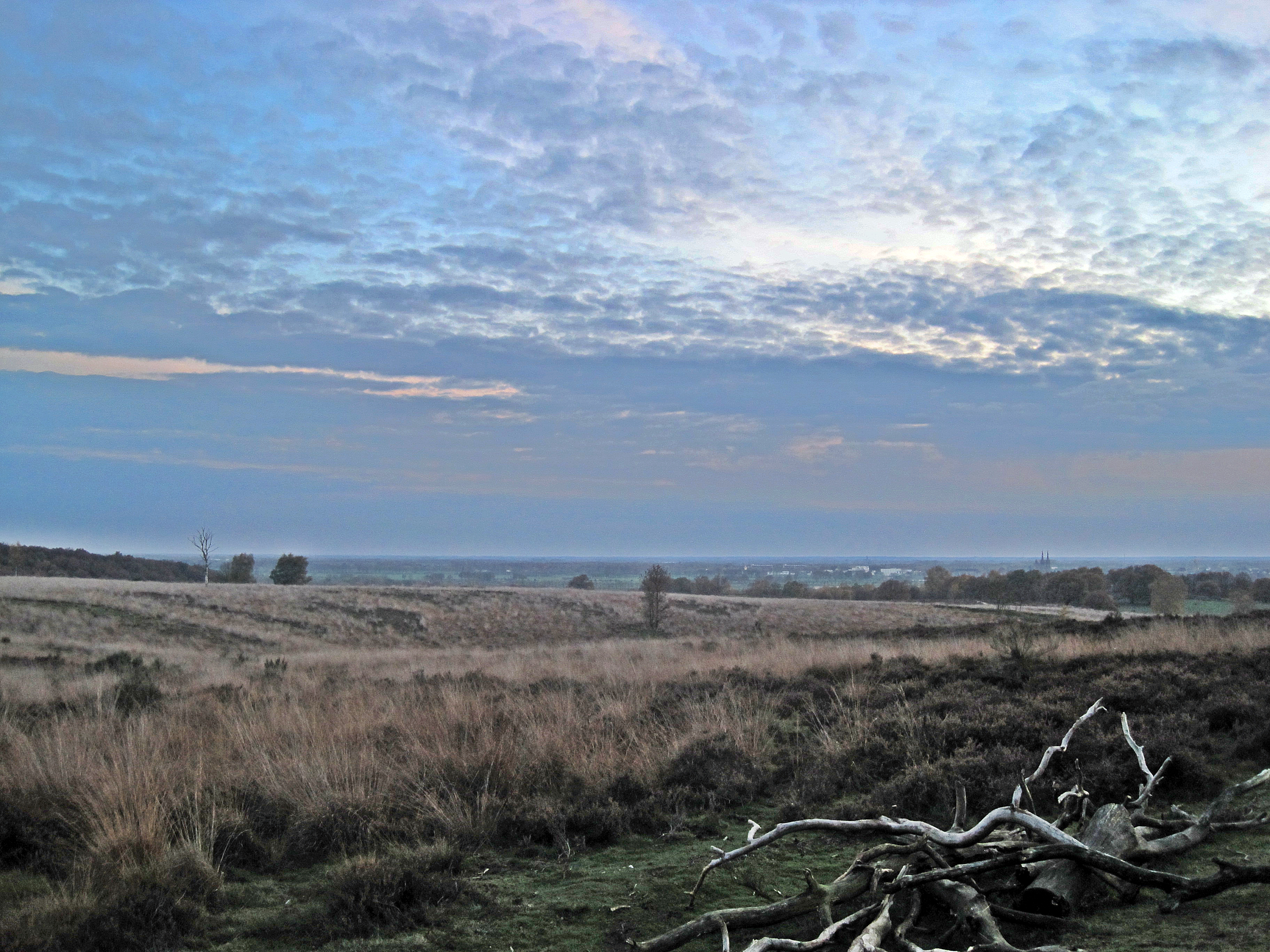
Mookerheide, okolice bitwy pod Mook